# Minna Gombell

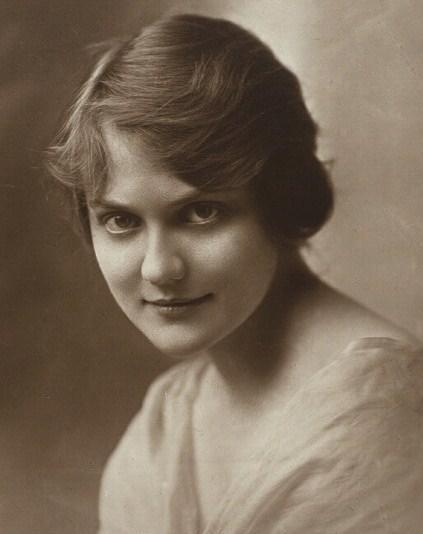
Minna Gombell, 1920-tal.

Minna Gombell, född 28 maj 1892 i Baltimore, Maryland, död 14 april 1973 i Santa Monica, Kalifornien, var en amerikansk skådespelare. Gombell medverkade under åren 1929-1951 i ett 70-tal Hollywoodfilmer. Innan filmkarriären var hon en framgångsrik komedienne på olika teatrar i USA.

## Filmografi, urval
- 1931 – En dålig flicka?
- 1932 – Ungkarlsaffärer
- 1933 – Hoppla!
- 1934 – Den gäckande skuggan
- 1934 – Glada änkan
- 1936 – Vildkatten från Mississippi
- 1937 – Skymning
- 1937 – Männen har det inte lätt!
- 1938 – Skrattar bäst som skrattar sist
- 1939 – Ringaren i Notre Dame
- 1940 – Glädjestaden
- 1941 – Sierra
- 1946 – De bästa åren
- 1948 – Ormgropen
- 1950 – Söderhavets sång
- 1951 – Här kommer brudgummen